# 모라우스케토플리체

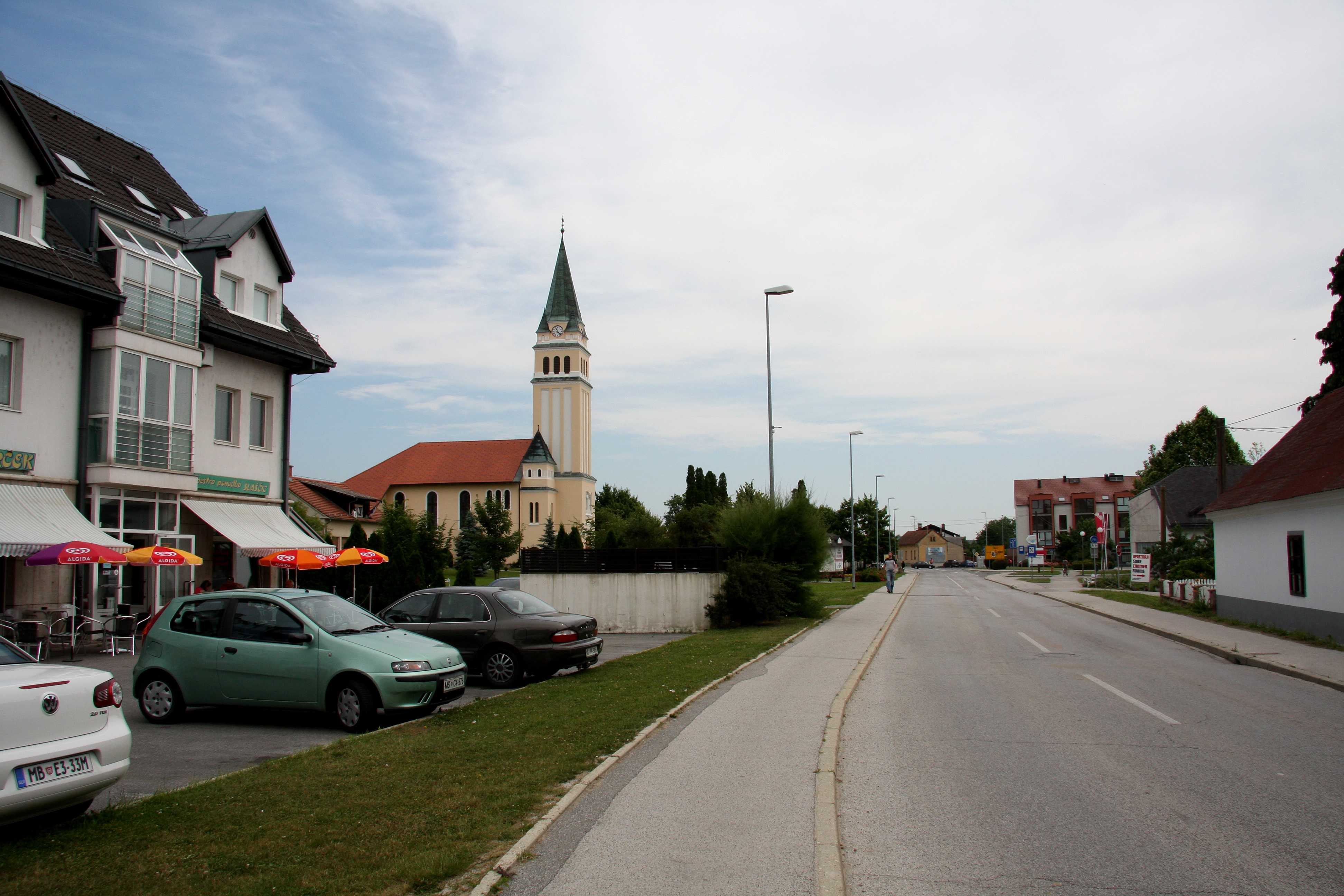
모라우스케토플리체

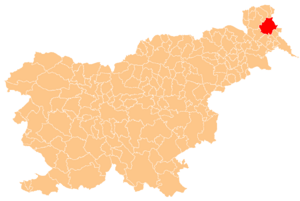
모라우스케토플리체의 위치

모라우스케토플리체(슬로베니아어: Moravske Toplice, 헝가리어: Alsómarác 얼쇼머라츠[*])는 슬로베니아의 도시로 면적은 144.5km2, 인구는 6,151명(2002년 기준), 인구 밀도는 42.6명/km2이다. 온천으로 유명한 도시이다. 1983년까지는 모라우치(Moravci)라는 이름을 사용하였다.